# SC2000
SC2000 (Sprengbombe Cylindrisch 2000 — Фугасная Бомба Цилиндрическая 2000 кг) — германская авиационная фугасная бомба периода Второй Мировой Войны.

## ТТХ
- Тип: Фугасная авиационная бомба
- Общая длина: 3467 мм
- Длина корпуса: 2692 мм
- Диаметр корпуса: 660 мм
- Толщина стенок: 13 мм
- Длина стабилизатора: 1137 мм
- Размах оперения: 622 мм
- Заряд: 40/60 Аммотол
- Вес заряда: 975 кг
- Общий вес: 1,950 кг
- Соотношение заряд/вес: 50 %
- Маркировка: Корпус черный. Надписи белым цветом. Желтая полоса на стабилизаторе.

## Подвеска
Горизонтальная. Тяга H-типа, или цапфы. Цапфы вворачиваются по бокам бомбы, под 90° от несущей тяги.